# O. J. Simpson
Orenthal James Simpson (9 tháng 7 năm 1947  –  10 tháng 4 năm 2024, biệt danh: O.J., The Juice) là cựu cầu thủ bóng bầu dục NFL Mỹ.
Ông từng bị cáo buộc trong vụ án hình sự xét xử kéo dài, vụ án giết người O. J. Simpson (chính thức gọi là Người dân của tiểu Bang California kiện Orenthal James Simpson). Kết thúc vụ án, O.J. được tòa tuyên án vô tội.
Simpson đã chơi cho đội bóng bầu dục USC Trojans của Đại học Nam California (USC), nơi anh đã giành giải Heisman Trophy năm 1968. Sau đó anh đã chơi chuyên nghiệp trong Liên đoàn bóng bầu dục quốc gia Mỹ ở vị trí running back trong 11 mùa giải, với Buffalo Bills từ năm 1969 đến 1977 và với San Francisco 49ers từ năm 1978 đến năm 1979. Simpson là cầu thủ đầu tiên của NFL đã chơi ở hơn 2000 2,000 sân trong một mùa giải, một mốc anh đạt được năm 1973.